# Municipio de Deerfield (condado de Ross)
El municipio de Deerfield (en inglés, Deerfield Township) es un municipio del condado de Ross, Ohio, Estados Unidos. Tiene una población estimada, a mediados de 2022, de 1057 habitantes.

## Geografía
Está ubicado en las coordenadas 39°29′7″N 83°9′16″O / 39.48528, -83.15444. Según la Oficina del Censo, tiene una superficie total de 79.69 km², de los cuales 79,68 km² corresponden a tierra firme y 0.01 km² están cubiertos de agua.

## Demografía
Según el censo de 2020, en ese momento había 1039 personas residiendo en la zona. La densidad de población era de 13.04 hab./km². El 92.59 % de los habitantes eran blancos, el 1.35 % eran afroamericanos, el 0.48 % eran amerindios, el 0.10 % era isleño del Pacífico, el 1.15 % eran de otras razas y el 4.33 % eran de una mezcla de razas. Del total de la población, el 8.63 % eran hispanos o latinos de cualquier raza.